# Dee Lampton
Dee Lampton est un acteur américain du cinéma muet, né le 6 octobre 1898 à Fort Worth (Texas) et mort d’une appendicite aiguë le 2 septembre 1919 à Los Angeles (Californie). 
Actif entre 1915 et 1920, il a joué dans 52 films, principalement des courts métrages comiques, sous la direction du producteur Hal Roach. 
Connu pour son physique corpulent, il incarnait souvent des personnages de “gros” dans les productions de Roach, aux côtés d’acteurs comme Harold Lloyd. Sa carrière fut brutalement interrompue par son décès prématuré à l’âge de 20 ans. Son dernier film, sorti en 1920, fut distribué après sa mort en raison d’un retard causé par un accident survenu à Harold Lloyd.

## Biographie
Dee Lampton est apparu dans cinquante-deux films entre 1915 et 1920 et était l'un des acteurs récurrents de Hal Roach. Il est mort d'une crise d'appendicite.

## Filmographie
- 1915 : Charlot au music-hall de Charlie Chaplin
- 1916 : Luke and the Bang-Tails de Hal Roach
- 1916 : Luke's Speedy Club Life de Hal Roach
- 1916 : Luke Joins the Navy de Hal Roach
- 1916 : Luke, Crystal Gazer de Hal Roach
- 1916 : Luke and the Mermaids de Hal Roach
- 1916 : Luke's Lost Lamb de Hal Roach
- 1918 : Pipe the Whiskers d'Alfred J. Goulding
- 1918 : It's a Wild Life de Gilbert Pratt
- 1918 : Follow the Crowd d'Alfred J. Goulding
- 1919 : De la coupe aux lèvres de Alfred J. Goulding et Hal Roach
- 1919 : Lui et la Dactylographe (Be My Wife) de Hal Roach
- 1919 : Un fameux régisseur (Ring Up the Curtain) d'Alfred J. Goulding
- 1919 : Une excursion mouvementée (Going! Going! Gone!) de Gilbert Pratt
- 1919 : Amour et Poésie de Hal Roach
- 1919 : Swat the Crook de Hal Roach
- 1919 : Coquin de printemps (Spring Fever) de Hal Roach
- 1919 : Un, deux, trois... partez ! (The Marathon) de Alfred J. Goulding
- 1920 : Le Manoir hanté de Alfred J. Goulding et Hal Roach